# Huỳnh Đức Thơ
Huỳnh Đức Thơ (sinh năm 1962) là một chính khách Việt Nam. Ông từng là Chủ tịch Ủy ban nhân dân Thành phố Đà Nẵng khóa IX. Trong Đảng Cộng sản Việt Nam, ông từng là Phó Bí thư Thành ủy Đà Nẵng khóa XXI.
Năm 2017, ông Thơ bị Ủy ban Kiểm tra Trung ương Đảng Cộng sản Việt Nam thi hành kỉ luật Cảnh cáo, chịu trách nhiệm chính về những vi phạm, khuyết điểm trong công tác quản lý đất đai và trật tự đô thị ở thành phố Đà Nẵng.
Năm 2022, ông Thơ, nguyên Phó bí thư Thành ủy, nguyên Bí thư Ban cán sự đảng, nguyên Chủ tịch thành phố bị Ủy ban Kiểm tra Trung ương kỷ luật khiển trách. Những vi phạm, khuyết điểm có nguy cơ thất thoát lớn ngân sách nhà nước, gây dư luận bức xúc, làm giảm uy tín của cấp ủy và chính quyền thành phố. 

## Lý lịch và học vấn
Huỳnh Đức Thơ sinh ngày 10 tháng 4 năm 1962, quê quán phường Hòa Quý, quận Ngũ Hành Sơn, thành phố Đà Nẵng;
Trình độ:
- Chính trị: Cao cấp lý luận chính trị;
- Chuyên môn: cử nhân chuyên ngành Kế hoạch hóa kinh tế quốc dân, cử nhân ngoại ngữ tiếng Anh và Thạc sĩ chuyên ngành Khoa học quan hệ công chúng[8].

## Sự nghiệp
Huỳnh Đức Thơ từng giữ chức Giám đốc Công ty Cung ứng và Phát triển Kỹ thuật Đà Nẵng (nay là Công ty Cổ phần SEATECCO); Phó Trưởng ban Ban Quản lý các Khu Công nghiệp và Chế xuất Đà Nẵng (DIEPZA); Ủy viên Ban Chấp hành, Ủy viên Ban Thường vụ, Phó Bí thư Quận ủy Ngũ Hành Sơn nhiệm kỳ 2005-2010; Chủ tịch Ủy ban nhân dân quận Ngũ Hành Sơn nhiệm kỳ 2004-2009.
Tháng 1/2010, ông Thơ được bổ nhiệm làm Giám đốc Sở Kế hoạch và Đầu tư thành phố Đà Nẵng.
Ngày 14/4/2014, ông được Hội đồng nhân dân thành phố khóa VIII bầu giữ chức vụ Phó Chủ tịch Ủy ban nhân dân thành phố Đà Nẵng, nhiệm kỳ 2011-2016.
Tháng 10/2014, ông được Ban Chấp hành Đảng bộ thành phố Đà Nẵng bầu vào Ban Thường vụ Thành ủy nhiệm kỳ 2010-2015.
Ngày 26 tháng 1 năm 2015, tại kỳ họp HĐND thành phố Đà Nẵng lần thứ 12 (bất thường) nhiệm kỳ 2011–2016 nhằm triển khai công tác nhân sự của thành phố, ông Huỳnh Đức Thơ đã được bầu làm Chủ tịch Ủy ban nhân dân thành phố, với tỷ lệ phiếu bầu đạt 95,83%, thay cho ông Văn Hữu Chiến nghỉ hưu theo chế độ. Trước đó, cũng trong sáng 26/1/2015, tại Hội nghị lần thứ 19 Ban Chấp hành Đảng bộ thành phố, ông Huỳnh Đức Thơ, Ủy viên Ban Thường vụ Thành ủy, đã được bầu giữ chức Phó Bí thư Thành ủy khóa XX, nhiệm kỳ 2010-2015 với số phiếu đạt 100%.
Ngày 16 tháng 6 năm 2016, tại kỳ họp thứ nhất Hội đồng nhân dân thành phố Đà Nẵng khóa IX nhiệm kỳ 2016-2021, ông Huỳnh Đức Thơ tái đắc cử chức vụ Chủ tịch Ủy ban nhân dân thành phố khóa IX nhiệm kỳ 2016-2021, với 47/47 phiếu bầu đồng ý, đạt tỉ lệ 100%.

## Rò rỉ kê khai tài sản
Ngày 27/3/2017 ông Trần Đình Quỳnh, Chánh Văn phòng Ủy ban nhân dân Tp Đà Nẵng, cho biết Thường trực Thành ủy đã có ý kiến chỉ đạo cơ quan chức năng rà soát, kiểm tra lý do vì sao thông tin kê khai tài sản ông Thơ bị lọt ra ngoài. Theo ý kiến của ông Thơ hồ sơ này không chỉ là hồ sơ kê khai tài sản mà đây là hồ sơ kê khai kèm theo lý lịch phục vụ cho công tác bổ nhiệm chức danh chủ tịch vào cuối năm 2014. Hồ sơ này do cơ quan chức năng Thành ủy quản lý và nộp cho cơ quan trung ương.
Trước đó, một số báo điện tử có đưa tin khi còn làm Phó Chủ tịch UBND thành phố, ông Huỳnh Đức Thơ kê khai sở hữu căn nhà diện tích xây dựng 300m², cùng 4 mảnh đất có diện tích từ 150m² đến 1.021m² ở trung tâm Đà Nẵng và tỉnh Quảng Nam. Ngoài ra, ông Thơ còn góp vốn 3ha đất trồng rừng và sở hữu 1,5ha đất nuôi tôm. Ông Thơ cũng kê khai tài sản góp vốn ở 4 cơ sở sản xuất kinh doanh với giá trị kê khai 2,5 tỷ đồng (không ghi rõ là cơ sở sản xuất kinh doanh nào) và mua cổ phiếu Công ty Dana - Ý 500 triệu đồng từ năm 2007.

## Kỉ luật
Ngày 29 tháng 9 năm 2017, ông bị Ủy ban Kiểm tra Trung ương Đảng Cộng sản Việt Nam thi hành kỉ luật Cảnh cáo, chịu trách nhiệm chính về những vi phạm, khuyết điểm trong công tác quản lý đất đai và trật tự đô thị ở thành phố Đà Nẵng (Quyết định số 629-QĐ/UBKTTW ngày 4 tháng 10).
Ngày 21 tháng 11 năm 2017, Thủ tướng Chính phủ Nguyễn Xuân Phúc đã ban hành Quyết định 1852/QĐ-TTg kỷ luật Cảnh cáo với ông Huỳnh Đức Thơ, Chủ tịch Ủy ban nhân dân Tp Đà Nẵng do bị kỷ luật trong Đảng Cộng sản Việt Nam theo Quyết định số 629-QĐ/UBKTTW.
Theo thông cáo phát chiều 20/10/2022, ngoài ông Lê Trung Chinh, Phó bí thư Thành ủy, Bí thư Ban cán sự đảng, Chủ tịch UBND TP Đà Nẵng, bị Ủy ban Kiểm tra Trung ương kỷ luật khiển trách. Cùng bị khiển trách là ông Huỳnh Đức Thơ, nguyên Phó bí thư Thành ủy, nguyên Bí thư Ban cán sự đảng, nguyên Chủ tịch thành phố. Những vi phạm, khuyết điểm có nguy cơ thất thoát lớn ngân sách nhà nước, gây dư luận bức xúc, làm giảm uy tín của cấp ủy và chính quyền thành phố. 